# Les Mystères de l'ombre
Pour plus de détails, voir Fiche technique et Distribution.
Les Mystères de l'ombre est un film muet français réalisé par Léonce Perret et sorti en 1916.

## Fiche technique
- Réalisation : Léonce Perret
- Chef-opérateur : Georges Specht
- Société de production : Société des Établissements L. Gaumont
- Pays de production : France
- Format : Muet - Noir et blanc
- Genre : Mystère
- Date de sortie : 
  - France : 3 novembre 1916

## Distribution
- Fabienne Fabrèges : Francine Mareuil
- René Cresté : Guy de Fréhel
- Louis Delville : Jacques Mareuil
- M. Violette : Joe Firth
- Valentine Petit